# Perdita albonotata
Perdita albonotata är en biart som beskrevs av Timberlake 1954. Perdita albonotata ingår i släktet Perdita och familjen grävbin. Inga underarter finns listade i Catalogue of Life.